# Imerio Cima
Pour les articles homonymes, voir Cima.
Imerio Cima (né le 29 octobre 1997 à Brescia) est un coureur cycliste italien. Son grand frère Damiano est également coureur cycliste.

## Biographie
Jusqu'à l'âge de sept ou huit ans, Imerio Cima joue au football avec son frère Damiano. Il se tourne ensuite vers le cyclisme.
Il passe professionnel à partir de 2018 au sein de l'équipe Nippo-Vini Fantini-Europa Ovini, en compagnie de son frère Damiano.

## Palmarès sur route

### Palmarès amateur
- 2016
  - Coppa 1° Maggio
  - Circuito Guazzorese
  - 2e du Trophée Visentini
  - 2e du Gran Premio Osio Sotto
  - 2e du Circuito Molinese
  - 3e du Circuito Alzanese
- 2017
  - Circuito del Porto-Trofeo Arvedi
  - Trophée de la ville de Castelfidardo
  - Coppa Comune di Livraga
  - Gran Premio Sannazzaro
  - 2e du Gran Premio Industria del Cuoio e delle Pelli
  - 2e du Gran Premio Calvatone
  - 3e de la Coppa 1° Maggio
  - 7e du championnat d'Europe sur route espoirs

### Palmarès professionnel
- 2019
  - 3e de la Coppa Bernocchi

### Classements mondiaux
| Année           | 2017 | 2018   |
| --------------- | ---- | ------ |
| UCI Europe Tour | 438e | 2 150e |

## Palmarès sur piste

### Championnats du monde juniors
- Astana 2015
  -  Médaillé de bronze de l'américaine (avec Carloalberto Giordani)

### Championnats nationaux
- 2014
  -  Champion d'Italie de poursuite par équipes juniors (avec Matteo Moschetti, Giacomo Garavaglia et Giovanni Pedretti)
  - 3e du championnat d'Italie de l'américaine juniors
- 2015
  -  Champion d'Italie de vitesse par équipes juniors (avec Stefano Moro et Mattia Geroli)
  -  Champion d'Italie de poursuite par équipes juniors (avec Stefano Baffi, Stefano Moro et Stefano Oldani)
  - 2e du championnat d'Italie du kilomètre juniors